# Maksimilijan II. Habsburški
Maksimilijan II. Habsburški, avstrijski nadvojvoda, cesar Svetega rimskega cesarstva, * 31. julij 1527, Dunaj, † 12. oktober 1576, Regensburg.
Maksimilijan II. je bil cesar v letih od 1564 do1576. Visoko izobražen, strpen in ljubezniv, naklonjen erazemsko-humanističnemu duhu, je v prvi vrsti skrbel za versko sožitje in ravnotežje v cesarstvu. Trdno se je držal določil augsburškega verskega miru in je protestantom popuščal le toliko, da ni preveč razdražil katoličanov. Uspelo mu je ohraniti krhek verski mir, ne pa tudi zbližati katoliških in protestantskih stališč, tako da so se po njegovi smrti verski spori nadaljevali.

## Mladost in delovanje v Španiji
Maksimilijan je najstarejši sin avstrijskega nadvojvode Ferdinanda I. in Ane, hčerke češkega in madžarskega kralja Vladislava II. Jagela. Na dvoru svojih staršev v tirolskem Innsbrucku je bil deležen odlične izobrazbe. Med drugim se je naučil vrsto tujih jezikov (francoščino, španščino, latinščino, italijanščino, češčino in madžarščino). Njegov vzgojitelj luteranec Wolfgang Schiefer ga je (preden so ga leta 1538 odpustili) okužil z erazemsko-protestantskimi idejami. Že kmalu se je začel povezovati in si dopisovati s protestantskimi knezi, na kar je njegova družina gledala z nezaupanjem.
Sedemnajstletnega je pritegnil v svoj krog stric, cesar Karel V., katerega je spremljal v Bruselj in potem v šmalkaldensko vojno (1546-47). Po Karlovi zmagi v vojni se je zavzemal za izpustitev obeh protestantskih voditeljev šmalkaldenske zveze.
Leta 1548 ga je cesar poročil s svojo hčerko Marijo, kar naj bi prispevalo k povezanosti španske in avstrijske veje Habsburžanov. Naslednje leto so ga določili za naslednika češke in madžarske krone. Imenovan je bil za kraljevega namestnika v Španiji, ne pa na Nizozemskem, česar si je želel. Ne preveč dobri odnosi s cesarjem, ki so izhajali iz nazorskih razlik, so se še poslabšali, ko je cesar leta 1550 objavil zaporedje svojih naslednikov v cesarstvu (Ferdinand I., Filip II.), ki Maksimilijanu praktično ni dajalo možnosti za nasledstvo. Povezal se je z vodilnimi nemškimi knezi (zlasti svakom Albertom V. Bavarskim), tudi s protestantskimi, med njimi z Avgustom (tudi svak) in Mavricijem Saškim.

## Vodenje avstrijskih dežel
Leta 1550 se je vrnil iz Španije in ko je leta 1552 prevzel vodenje avstrijskih dežel, mu je na Dunaj sledila tudi žena. Marija se je čutila Španko in je vodila dvorno življenje temu ustrezno. Maksimilijan pa je rad zbiral okrog sebe ljudi tedanjega dunajskega humanizma, učenjake, pogosto Italijane in Nizozemce. Imel je veliko zanimanj, v pogledu vere je bil odprt, ljubezniv v občevanju z ljudmi in si je pridobil veliko prijateljev. Na dvoru so vse bolj prihajali v ospredje luteranski plemiči. Uredil si je protestantsko knjižnico. Skoraj s simpatijami je spremljal vstajo knezov proti cesarju pod vodstvom Mavricija Saškega (1552), ni pa se mogel vključevati v politična dogajanja, kot so bila pogajanja v Passauu (1552) in na državnem zboru v Augsburgu (1555), ker so vedeli, da je naklonjen protestantom. Maksimilijanova protestantska nagnjenja so vse bolj kvarila odnose z očetom, ki je imel raje drugega sina Ferdinanda, katerega je imenoval za kraljevega namestnika na Češkem. Verjetno je na njegovo vztrajanje oče leta 1554 izdal odredbo, ki je določala, da bo po njegovi smrti sin Ferdinand vladal na Tirolskem in v Prednji Avstriji in tretji sin, Karel, v Notranji Avstriji. Maksimilijanu so tako, kot nasledniku v cesarstvu, ostale Spodnja in Zgornja Avstrija in vladanje na Češkem in Ogrskem.
Leta 1556 se je Karel V. odpovedal cesarskemu prestolu v korist brata Ferdinanda I. Papež Pavel IV. je grozil, da Ferdinanda ne bo priznal za cesarja, če mu ta ne zagotovi, da bo cesarstvo tudi pod njegovim naslednikom ostalo katoliško; v enakem smislu je pritiskal Filip II. Maksimilijan se je moral odločiti, ali bo sledil svojemu protestantskemu nagnjenju ali zahtevam realne politike. V razmislek je bila vključena tudi možnost dedovanja španske krone. Maksimilijan je leta 1560 poslal svojega svetovalca Nikolaja von Warnsdorfa k nemškim protestantskim knezom z vprašanjem, ali lahko računa na njihovo podporo v primeru, da ohrani svojo protestantsko držo; istočasno ga je papežev poslanec nagovarjal k stari veri. Von Warnsdorf se je vrnil s pretežno zadržanimi odgovori, podporo je Maksimilijanu zagotovil le volilni knez Palatinata, Friderik III.
V zanj brezizhodnem položaju se je Maksimilijan na zunaj izrekel za katolicizem. Leta 1563 je poslal svoja sinova Rudolfa in Ernesta v vzgojo na španski dvor. Svoja osebna prepričanja je začel skrivati in izmikanje je postala tudi njegova metoda v politiki. V bistvu je poskušal nadaljevati politiko Karla V. in Ferdinanda I., politiko poravnave med katoličani in protestanti, vendar bolj nevtralno in ne tako močno v korist katolištva kot ona dva.
Kronanja za češkega kralja (20. september 1562), za rimsko-nemškega kralja (30. november 1562) in za ogrskega kralja (8. septembra 1563) so tako potekla brez težav.
Maksimilijan je dobil vpliv na vladanje v cesarstvu že v zadnjih letih očetovega vladanja, ko je bil ta bolan. Njegovi dobri odnosi v cesarstvu, predvsem z Albertom V. Bavarskim, so se pokazali kot prednost. Oba sta upala na reformo v katoliški cerkvi, v kateri bodo dovoljene poroke duhovnikov in povzdigovanje laikov. Vendar Maksimilijan v pogajanjih s papežem ni prišel daleč.

## V vlogi cesarja
Po smrti Ferdinanda I. (1564) je sedmograški knez Ivan II. Sigismund Zapolja ponovno začel s sovražnostmi na Madžarskem. Maksimilijan je zbral vojsko 86.000 mož, vendar ni napadel in je z obotavljanjem omogočil Turkom, da so leta 1566 pripeljali veliko vojsko in po obleganju zavzeli trdnjavo Szigetvár. Leta 1568 je bilo z mirom v Odrinu potrjeno obstoječe ozemeljsko stanje. Habsburžani so Zapolji priznali položaj kneza Sedmograške.
Doma je Maksimilijan pod pritiskom turške vojne popuščal bolj, kot je želel. Leta 1568 je moral protestantskim plemičem v dednih deželah dovoliti, da so smeli na svojih posestvih izvajati augsburško bogoslužje. Ustanovil pa je tudi samostanski svet za nadzor in podporo monastičnih institucij, kar je služilo katoliški prenovi. Do verskih razlik je bil hladen in se z njimi ni želel ukvarjati, ker je menil, da so le plod teoloških prepirov. Naročil je luterancu iz Rostocka, Davidu Chytreausu, da poišče univerzalen krščanski verski red; njegov (nekoliko spremenjen) predlog je leta 1571 izdal pod naslovom Assekuration. Dokument daje protestantom še več pravic, kot so jih dobili leta 1568; odtlej je lahko tudi nižje plemstvo opravljalo protestantske obrede na svojih posestvih in gradovih, ne pa tudi v knežjedeželnih mestih in trgih. Končno je bila leta 1574 dovoljena protestantskemu plemstvu na Dunaju tudi javna božja služba. Protestantizem je bil tedaj med prebivalstvom mest že zelo razširjen. Maksimilijan je tudi na Češkem vodil politiko pomirjanja in polovičnega popuščanja.
Maksimilijanov bratranec, španski kralj Filip II., je bil nad takimi popuščanji ogorčen. Odnosi med njim in Maksimilijanom so se zaostrili z izbruhom upora na Nizozemskem. Maksimilijan je želel posredovati in je poslal brata Karla v Španijo, da bi svetoval Filipu II. zmernost na Nizozemskem in tudi v razmerju do sina Don Carlosa, zaročenca Ane, Maksimilijanove hčerke, ljubljenke. Filip je poskuse vmešavanja osorno zavrnil in se po sinovi smrti sam poročil z Ano. Maksimilijanu se je zdelo, da se ne sme vmešavati, zaradi možnosti dedovanja v Španiji pa tudi zaradi finančne in vojaške premoči Španije.
Maksimilijan je kot fevdni gospod skrbel tudi za cesarske interese v severni Italiji. Leta 1566 mu ni bila všeč izvolitev prizadevnega papeža Pija V. Ko je papež leta 1569 proti volji cesarja povzdignil toskanskega vojvodo Cosima I. v nadvojvodo in mu je ta ob kronanju izrazil prisego zvestobe, znamenje distanciranja od cesarstva, je prišlo do spora, ki je bil zglajen šele leta 1575, ko je Cosimov sin in Maksimilijanov svak, Francesco I., sicer obdržal naslov, ampak priznal vazalno odvisnost od cesarstva. Pa tudi Filip II. ni bil prav nič spoštljiv do bratrančevih cesarskih pravic v Italiji. Da bi zavarovali svoje oskrbne poti v vojvodino Milano, so Španci leta 1570 vzpodbudili vstajo v mejni grofiji Finale ob Ligurski obali in jo naslednje leto zasedli. Cesar ni imel na razpolago vojske za posredovanje, tako do spopada ni prišlo. 
Dve Maksimilijanovi sestri sta bili poročeni s poljskim kraljem  Sigismundom II. Avgustom. Po njegovi smrti (1572) je bila Poljska proglašena za volilno monarhijo. Ob podpori papeža in španskega kralja je za kralja kandidiral tudi Maksimilijan II., vendar ga je na volitvah premagal francoski princ Henrik Anžujski. Ko je ta po smrti svojega brata, Karla IX., postal francoski kralj, je Maksimilijan ponovno kandidiral (potem ko je sprva ponudil kandidaturo svojega sina Ernesta). Decembra 1575 je prišlo do volitev, na katerih je uspel njegov protikandidat, sedmograški knez Štefan Báthory. 
Maksimilijan je pod vtisom svoje bolezni oktobra 1575 na državnem zboru v Regensburgu uveljavil izvolitev svojega prvega sina Rudolfa za rimsko-nemškega kralja. Leto dni kasneje, ko se je ponovno napovedovala vojna s Turki in je cesarstvo potrebovalo denar za vojsko, torej nove davke, so knezi na državnem zboru v Regensburgu začutili priložnost, da uveljavijo že staro zahtevo svobodne izbire vere za cerkvene kneze. Maksimilijan je zahtevo zavrnil; še pred koncem zasedanja je umrl. Na smrtni postelji je odklonil zakramente za umirajočega z besedami »moj duhovnik je v nebesih«.

## Družina
Maksimilijan se je leta 1548 poročil s sestrično, hčerko cesarja Karla V., Marijo Špansko (1528–1603), ki mu je rodila 16 otrok:
- Ana (1549–1580) ∞ leta 1570 s španskim kraljem Filipom II., svojim stricem
- Ferdinand (1551–1552)
- Rudolf (1552–1612), rimsko-nemški cesar Rudolf II.
- Ernest (1553–1595), kraljevi namestnik na Nizozemskem
- Elizabeta (1554–1592) ∞ leta 1570 s francoskim kraljem Karlom IX.
- Marija (1555–1556)
- Matija (1557–1619), rimsko-nemški cesar ∞ leta 1611 s sestrično, nadvojvodino Ano, hčerko Ferdinanda II. Avstrijsko Tirolskega
- mrtvorojeni otrok (1557)
- Maksimilijan III. (1558–1618), veliki mojster Nemškega reda
- Albert (1559–1621), kraljevi namestnik na Portugalskem in v Španski Nizozemski ∞ leta 1599 s špansko princeso Izabelo Klaro Evgenijo, hčerko španskega kralja Filipa II.
- Vencelj (1561–1578), nadprior jožefincev v Kastiliji
- Friderik (1562–1563)
- Marija (*/† 1564)
- Karel (1565–1566)
- Margareta (1567–1633), nuna v kloštru Descalzas Reales pri Madridu
- Eleonora (1568–1580).